# Reigneville-Bocage
Reigneville-Bocage és un municipi francès situat al departament de la Manche i a la regió de Normandia. L'any 2007 tenia 29 habitants.

## Demografia

### Població
El 2007 la població de fet de Reigneville-Bocage era de 29 persones. Hi havia 16 famílies de les quals 8 eren unipersonals (4 homes vivint sols i 4 dones vivint soles), 4 parelles sense fills i 4 parelles amb fills.
La població ha evolucionat segons el següent gràfic:
Habitants censats

### Habitatges
Tots els 15 habitatges que hi havia el 2007 eren l'habitatge principal de la família. Tots els 15 habitatges eren cases. Dels 15 habitatges principals, 12 estaven ocupats pels seus propietaris i 3 estaven llogats i ocupats pels llogaters; 5 tenien tres cambres, 5 en tenien quatre i 5 en tenien cinc o més. 12 habitatges disposaven pel capbaix d'una plaça de pàrquing. A 7 habitatges hi havia un automòbil i a 5 n'hi havia dos o més.

### Piràmide de població
La piràmide de població per edats i sexe el 2009 era:
| Homes | Edats   | Dones |
| ----- | ------- | ----- |
| 0     | 95 o +  | 0     |
| 0     | 90 a 94 | 0     |
| 0     | 85 a 89 | 0     |
| 0     | 80 a 84 | 0     |
| 0     | 75 a 79 | 0     |
| 4     | 70 a 74 | 0     |
| 0     | 65 a 69 | 4     |
| 0     | 60 a 64 | 0     |
| 0     | 55 a 59 | 4     |
| 0     | 50 a 54 | 0     |
| 0     | 45 a 49 | 0     |
| 4     | 40 a 44 | 0     |
| 0     | 35 a 39 | 4     |
| 0     | 30 a 34 | 0     |
| 0     | 25 a 29 | 0     |
| 4     | 20 a 24 | 0     |
| 4     | 15 a 19 | 0     |
| 0     | 10 a 14 | 0     |
| 0     | 5 a 9   | 0     |
| 0     | 0 a 4   | 0     |

## Economia
El 2007 la població en edat de treballar era de 16 persones, 12 eren actives i 4 eren inactives. De les 12 persones actives 11 estaven ocupades (7 homes i 4 dones) i 1 aturada (1 home). De les 4 persones inactives 2 estaven jubilades i 2 estaven classificades com a «altres inactius».

## Poblacions més properes
El següent diagrama mostra les poblacions més properes.